# Zabawka (film 1933)
Zabawka – polski film obyczajowy z roku 1933 wyreżyserowany przez Michała Waszyńskiego. Muzykę do niego skomponował Roman Palester. Premiera filmu odbyła się 9 grudnia 1933 r. 

## Obsada
- Alma Kar - Lulu, tancerka
- Jerzy Marr - Jurek Łatoszyński, syn ziemianina
- Stefan Gucki - Łatoszyński, ziemianin
- Eugeniusz Bodo - Kuźma
- Stefania Górska - tancerka Mela
- Zula Pogorzelska - Zizi
- Konrad Tom - dyrektor kabaretu
- Stanisław Sielański - doktor Wessel
- Wiktor Biegański - Melicki
- Zofia Ślaska - Hanka
- Helena Zarembina - gospodyni
- Wanda Jarszewska - matka Hani
- Julian Krzewiński - lokaj

## Epizody
- Stefania Betcherowa
- Aleksander Bogusiński
- Benedykt Hertz
- Karol Hubert
- Jerzy Kobusz
- Józef Kondrat
- Eugeniusz Kosztuski
- Leopold Morozowicz
- Kazimierz Narkiewicz
- Halina Zawadzka